# Álibek Qasym
Álibek Bekbaıuly Qasym (in kazako Әлібек Бекбайұлы Қасым?; Oral, 27 maggio 1998) è un calciatore kazako, difensore dell'Aqtöbe e della nazionale kazaka.

## Carriera

### Club
Ha giocato nella prima divisione kazaka.

### Nazionale
Ha giocato nelle nazionali giovanili kazake Under-17, Under-19 ed Under-21.
Il 4 giugno 2021 ha esordito con la nazionale kazaka giocando l'amichevole persa 4-0 contro la Macedonia del Nord.

## Statistiche

### Cronologia presenze e reti in nazionale
| Cronologia completa delle presenze e delle reti in nazionale ― Kazakistan | Cronologia completa delle presenze e delle reti in nazionale ― Kazakistan | Cronologia completa delle presenze e delle reti in nazionale ― Kazakistan | Cronologia completa delle presenze e delle reti in nazionale ― Kazakistan | Cronologia completa delle presenze e delle reti in nazionale ― Kazakistan | Cronologia completa delle presenze e delle reti in nazionale ― Kazakistan | Cronologia completa delle presenze e delle reti in nazionale ― Kazakistan | Cronologia completa delle presenze e delle reti in nazionale ― Kazakistan |
| Data                                                                      | Città                                                                     | In casa                                                                   | Risultato                                                                 | Ospiti                                                                    | Competizione                                                              | Reti                                                                      | Note                                                                      |
| ------------------------------------------------------------------------- | ------------------------------------------------------------------------- | ------------------------------------------------------------------------- | ------------------------------------------------------------------------- | ------------------------------------------------------------------------- | ------------------------------------------------------------------------- | ------------------------------------------------------------------------- | ------------------------------------------------------------------------- |
| 4-6-2021                                                                  | Skopje                                                                    | Macedonia del Nord                                                        | 4 – 0                                                                     | Kazakistan                                                                | Amichevole                                                                | -                                                                         | 73’                                                                       |
| 16-11-2021                                                                | Astana                                                                    | Kazakistan                                                                | 1 – 0                                                                     | Tagikistan                                                                | Amichevole                                                                | -                                                                         | 84’                                                                       |
| 7-6-2024                                                                  | Erevan                                                                    | Armenia                                                                   | 2 – 1                                                                     | Kazakistan                                                                | Amichevole                                                                | -                                                                         |                                                                           |
| 11-6-2024                                                                 | Szombathely                                                               | Azerbaigian                                                               | 3 – 2                                                                     | Kazakistan                                                                | Amichevole                                                                | -                                                                         | 72’                                                                       |
| 6-9-2024                                                                  | Almaty                                                                    | Kazakistan                                                                | 0 – 0                                                                     | Norvegia                                                                  | UEFA Nations League 2024-2025 - 1º turno                                  | -                                                                         | 42’                                                                       |
| 9-9-2024                                                                  | Lubiana                                                                   | Slovenia                                                                  | 3 – 0                                                                     | Kazakistan                                                                | UEFA Nations League 2024-2025 - 1º turno                                  | -                                                                         | 46’                                                                       |
| 10-10-2024                                                                | Linz                                                                      | Austria                                                                   | 4 – 0                                                                     | Kazakistan                                                                | UEFA Nations League 2024-2025 - 1º turno                                  | -                                                                         |                                                                           |
| 14-11-2024                                                                | Pavlodar                                                                  | Kazakistan                                                                | 0 – 2                                                                     | Austria                                                                   | UEFA Nations League 2024-2025 - 1º turno                                  | -                                                                         |                                                                           |
| 17-11-2024                                                                | Oslo                                                                      | Norvegia                                                                  | 5 – 0                                                                     | Kazakistan                                                                | UEFA Nations League 2024-2025 - 1º turno                                  | -                                                                         |                                                                           |
| Totale                                                                    |                                                                           | Presenze                                                                  | 9                                                                         |                                                                           | Reti                                                                      | 0                                                                         |                                                                           |

## Palmarès

### Club

#### Competizioni nazionali
- Coppa del Kazakistan: 1

Aqtobe: 2024